# Nationalisme civique
 (février 2018).
Si vous disposez d'ouvrages ou d'articles de référence ou si vous connaissez des sites web de qualité traitant du thème abordé ici, merci de compléter l'article en donnant les références utiles à sa vérifiabilité et en les liant à la section « Notes et références ».

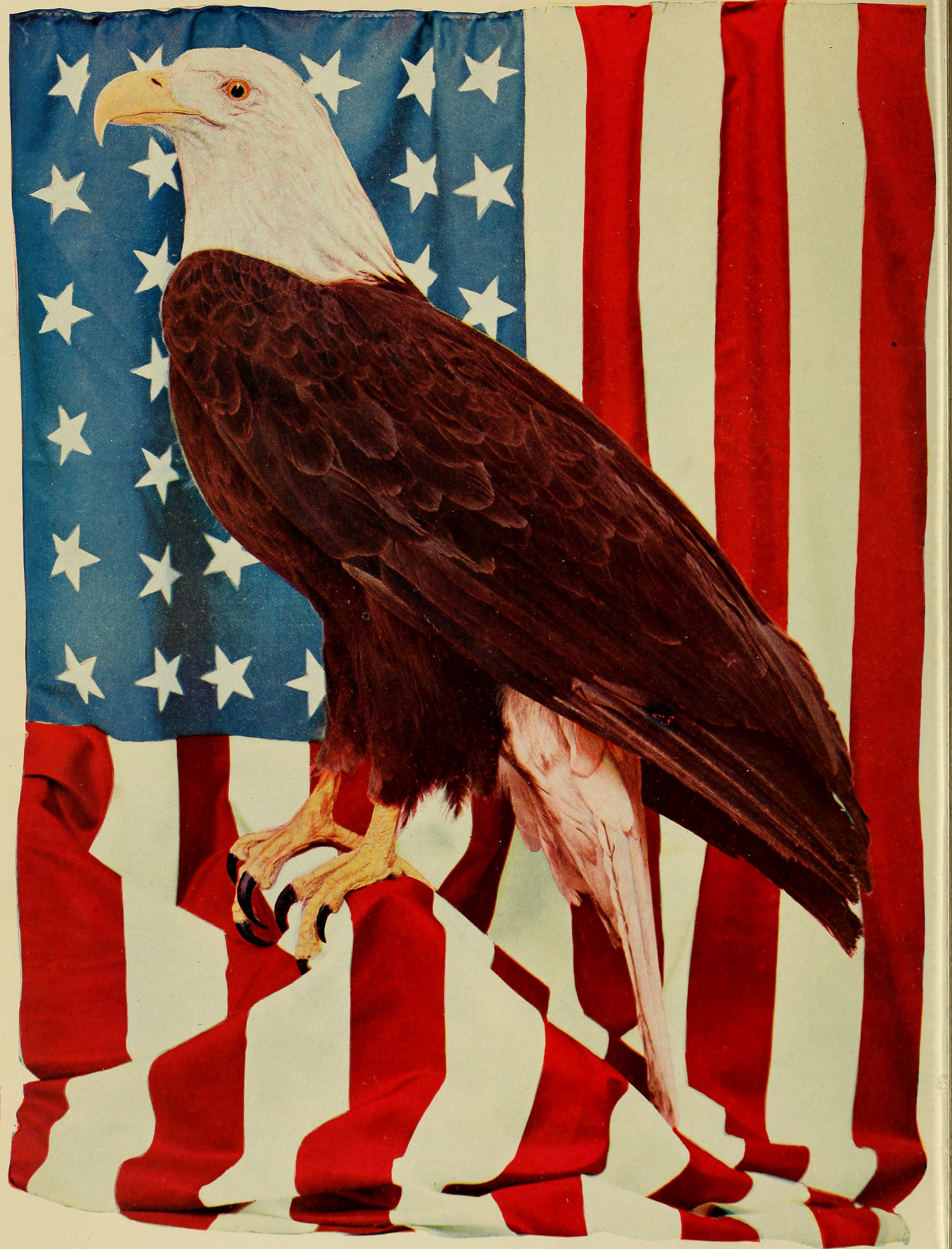
Le pygargue à tête blanche, l'un des symboles nationaux américains.

Le nationalisme civique ou libéral est une forme de nationalisme inspiré par le droit des personnes et identifié par les philosophes politiques qui croient en une forme non-xénophobe du nationalisme, compatible avec les valeurs de liberté, de tolérance, d'égalité et de droits individuels, quelles que soient les différences d'origines ou de culture. Le nationalisme civique se différencie ainsi à la fois du nationalisme territorial inspiré par le droit du sol et surtout du nationalisme ethnique (ethnonationalisme), le plus souvent inspiré par le droit du sang et du nationalisme culturel. Ernest Renan et John Stuart Mill sont souvent présentés comme les précurseurs du nationalisme civique. Les nationalistes civiques définissent souvent l'identité nationale par des valeurs morales communes permettant à tout citoyen de mener une vie autonomedans un régime démocratique lui permettant d'être représenté dans les instances législatives et exécutives, et d'exercer des contrepouvoirs associatifs, médiatiques ou syndicaux. Dans les faits, la nation civique, soit l'État de droit, correspond à des sociétés pluralistes où ni l'État, ni des intérêts particuliers ne peuvent s'arroger la totalité des pouvoirs et des ressources. Un tel État doit être neutre, au-dessus des nationalités, des confessions et des groupes sociaux qui le composent, ne considérant que les individus possédant la citoyenneté de cet État.

## Histoire
Le nationalisme civique est la forme de nationalisme dans lequel l'État tire sa légitimité politique de la participation active de ses citoyens (voir la souveraineté populaire), dans la mesure où il est censé représenter la « volonté générale ». Son origine est souvent attribuée à Jean-Jacques Rousseau avec son livre Du contrat social (1762) où il développe les théories du contrat social, mais dès l'antiquité, les réformes de Clisthène à Athènes visaient déjà à une égalité des citoyens athéniens mâles sur une base territoriale (les dèmes) et non plus clanique.
Le nationalisme civique s'inscrit dans les traditions du rationalisme et du libéralisme, en tant que forme de nationalisme il s'oppose au nationalisme ethnique. L'appartenance à la nation civique est considérée comme volontaire, comme dans la définition classique de Ernest Renan dans Qu'est-ce qu'une nation ? : la nation est un « plébiscite quotidien » caractérisé par la « volonté de vivre ensemble ». Les idéaux nationaux civiques ont influencé le développement de la démocratie représentative dans des pays comme les États-Unis et la France (voir la Déclaration d'indépendance des États-Unis de 1776, et la Déclaration des droits de l'homme et du citoyen de 1789).

## Présence
Les formes du nationalisme civique prédominent souvent dans des pays formant anciennement des colonies comme les États-Unis, le Canada, le Mexique, le Brésil et l'Argentine, l'Inde où le nationalisme ethnique est difficile à construire en raison de la diversité ethnique et/ou religieuse, au sein de ces États. Les États où domine le nationalisme civique sont souvent caractérisées par l'adoption du jus soli (droit du sol) pour l'octroi de la citoyenneté dans le pays, estimant que toutes les personnes nées sur le territoire sont des citoyens de l'État et des membres de la Nation, indépendamment de l'origine de leurs parents. Cela sert à relier l'identité nationale non à un peuple mais plutôt à un territoire et à son histoire. L'histoire des précédents occupants de ce territoire, sans liens avec les occupants actuels font souvent l'objet de mythes nationaux.
Au Royaume-Uni, le Parti conservateur prône l'unionisme britannique. Le Parti national écossais et le Plaid Cymru (Parti du pays de Galles), qui préconisent l'indépendance du Royaume-Uni, sont considérés comme des partis nationalistes civiques. En Irlande du Nord, le Parti social-démocrate et travailliste et le Sinn Féin, qui soutiennent une Irlande unie, ainsi que le Parti unioniste d'Ulster, qui favorise l'unionisme nord irlandais, peuvent également être considérés comme nationalistes civiques.
Le nationalisme civique en Ukraine post-soviétique a prévalu depuis la Révolution orange.
En Flandre (Belgique), la Nieuw-Vlaamse Alliantie (Alliance néo-flamande) est considéré comme le défenseur du nationalisme civique.
En Catalogne, une région autonome de l'Espagne, l'ancienne Convergence et Union et la Gauche républicaine de Catalogne étaient les deux plus grands partis nationalistes civiques. De plus, le Parti nationaliste basque est de plus en plus civique.
En France, la nébuleuse Gauche républicaine et socialiste/La France insoumise inscrit une partie de son programme dans le cadre du nationalisme civique, mais sans toutefois le conceptualiser[réf. nécessaire].
Hors d'Europe, il a également été utilisé pour décrire le Parti républicain pendant la Guerre civile américaine.